# Listerlandet

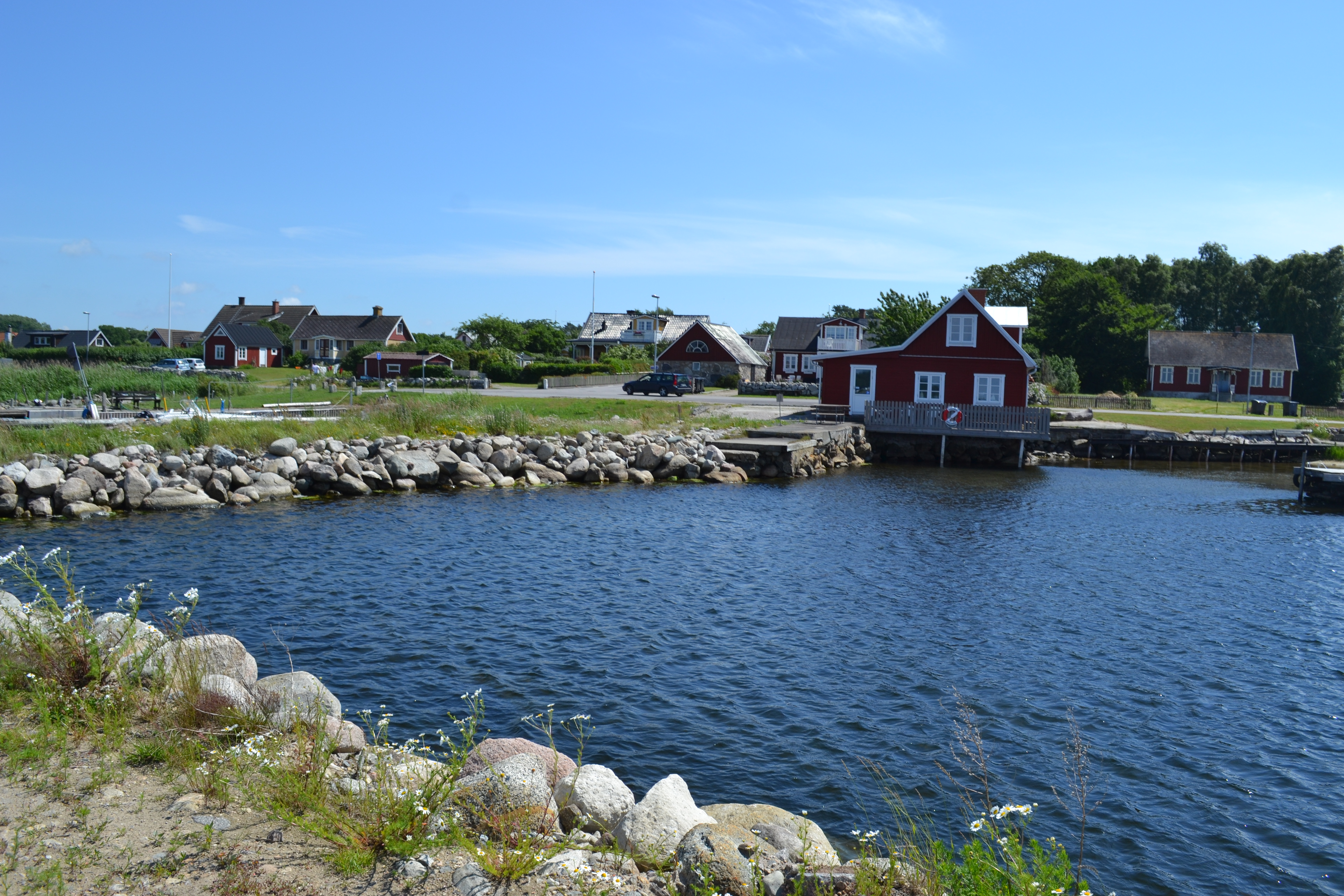
Västra Näs på Listerlandet

Listerlandet är en halvö, tidigare ö, sydöst om Sölvesborg, som utgör Listers härad. Området avgränsas i nordost av Pukaviksbukten och i sydväst av Sölvesborgsviken. Tidigare utgjorde dess norra avskärmning av sundet, därefter sjön Vesan. Listerlandet har också haft en historisk gräns vid Mörrumsån i öst, en västlig vid Sissebäck och en nordlig någonstans i dagens Olofströms kommun. Under denna period var området ett eget län med gräns till Skåne och Blekinge. Denna uppdelning levde kvar in på 1300-talet.

## Administrativ historik
Listerlandet har förmodligen haft någon nivå av självstyre kring 600-talet. Exakt utformning för detta styre är okänt, men runstenar markerar gränserna i öster kring Ronneby och i väster kring Sissebäck. Den styrande ska ha haft sitt säte någonstans kring dagens Listerområde. Ända in på 1570-talet var området ett eget län, men blev därefter en del av Sölvesborgs län, som en del av Skåne och Villands härad. Allt sedan forntiden så var Listerlandet inräknat i dåtidens begrepp Skåne.[källa behövs] Enligt traditionen så bodde sagokungen Alarik (möjligen under 300-talet), Skånes förste namngivne kung, här.[källa behövs] Dåtidens Skåne var dock inte helt synonymt med dagens Skåne och bland annat räknades inte de skogbeklädda glesbefolkade områdena i norra och inre Skåne in i begreppet. I likhet med Göinge betraktades dock Listerlandet under medeltiden till och från som ett eget område, utanför Skåne. År 1203 finns det första säkra beviset att Listerlandet var en del av Danmark, detta omtalas i Den livländska krönikan (Chronicon Livoniae). Krönikan är skriven av Henrik av Lettland.
Listers härad fick sina nuvarande gränser av den danske kungen Kristian IV under 1600-talet. Listerlandet urskiljdes slutligen från Skåne genom att häradet inordnades under Blekinge län 1658, då Sölvesborgs län upphörde.

## Dialekt
Dialekten på Listerlandet, listerländska, är ett skånskt mål. Dialekten har dock varit mer isolerad än övriga Skåne och avviker därför från övrig skånska och blekingska på en del punkter. Till exempel har listerländskan rullande tungspets-r jämfört med de omkringliggande dialekternas tungrots-r.

## Listerhalvön
Listerhalvön är den halvö varpå stora delar av Listerlandet ligger. Idag används dock Listerlandet och Listerhalvön nästan synonymt i språket, men egentligen är de två olika ting. Upp till tidigt 2000-tal var uppdelningen tydligare då Listers härad fortfarande var en aktiv domstol. Under denna period kunde ordet Listerlandet brukas som term för det område som utgjorde häradet.

## Övrigt
Fotbollslaget Mjällby AIF och Hörvikens IF har sin hemvist på Listerlandet.